# Horst Krautkrämer
Horst-Walter Krautkrämer (* 8. Juli 1937; † 14. Juni 2010) war ein deutscher Rundfunkredakteur und Förderer des Hörspiels.

## Leben
Krautkrämer studierte Jura, Germanistik und Geschichte an der Universität Heidelberg und wurde dort 1961 mit einer Arbeit über das deutsche Hörspiel promoviert. Danach war er in der Wissenschaftsredaktion des Heidelberger Studios des damaligen Süddeutschen Rundfunks tätig, die er später lange Zeit leiten sollte. Um wissenschaftliche Erkenntnisse und Denkweisen zu popularisieren, förderte er ab 1966 intensiv das Genre des Science-Fiction-Hörspiels, angefangen mit der 1967 ausgestrahlten Meuterei auf der Venus von Herbert W. Franke. Daraus entstand die langlebige Reihe Science Fiction im Hörfunk bzw. Science Fiction im Radiospiel, die es auf weit über hundert Folgen brachte. Darunter waren allein 23 Hörspiele von Hermann Ebeling.
1972 war Krautkrämer (gemeinsam mit Heinrich Schirmbeck und Hans Elsässer) Mitglied der Jury des Preisausschreibens für Science-Fiction-Hörspiele deutscher Nachwuchsautoren, bei dem 243 Manuskripte eingingen. Es wurden 3 erste Preise an Eva Maria Mudrich, Heinz-Joachim Frank und Hans-Peter Buschmann sowie ein "Trostpreis" an Dieter Kühn vergeben. 1986 gab Krautkrämer die Leitung der Reihe Science Fiction im Radio an Andreas Weber-Schäfer ab.

## Werke
- Das deutsche Hörspiel 1945-1961. Grundthemen, künstlerische Struktur und soziologische Funktion, Dissertation, 1962
- So machen's auch die Bienen, Hörspiel, 1979 (als Kurzgeschichte abgedruckt in SF International II, herausgegeben von Herbert W. Franke, Goldmann Verlag, 1981, ISBN 3-442-23388-7)
- Arzneimittel – Hilfe und Gefahr, Wissenschaftliche Buchgesellschaft, Darmstadt 1988, Verlagsnummer 03257-8
- 25 Jahre "SF als Radiospiel", in: Science Fiction Media, Heft 92, 1992